# (2932) Kempchinsky
(2932) Kempchinsky (1980 TK4; 1953 VM2; 1973 SK6; 1973 UN; 1979 OV; 1980 RQ4; 1980 TN10) ist ein ungefähr 30 Kilometer großer Asteroid des äußeren Hauptgürtels, der am 9. Oktober 1980 von der US-amerikanischen Astronomin Carolyn Shoemaker am Palomar-Observatorium etwa 80 Kilometer nordöstlich von San Diego, Kalifornien (IAU-Code 675) entdeckt wurde.

## Benennung
(2932) Kempchinsky wurde nach Paula M. Kempchinsky, der Schwiegertochter der Entdeckerin Carolyn Shoemaker, benannt.